# Nazionalnaja konteinernaja kompanija
Nazionalnaja konteinernaja kompanija (abgekürzt NKK; russisch Национальная Контейнерная Компания, englisch National Container Company, NCC) ist ein russischer Betreiber von Containerterminals. Er betreibt Terminals in den russischen Ostseehäfen Sankt Petersburg und Ust-Luga sowie im ukrainischen Schwarzmeerhafen Tschornomorsk. Ein Containerterminal im lettischen Riga ist im Bau.